# Lactobacillus helveticus
Lactobacillus helveticus ist ein nicht-sporenbildendes und grampositives Bakterium der Gattung Lactobacillus, das in Form langer und unbeweglicher stäbchenförmiger Zellen auftritt. Von Bedeutung ist es vor allem in der Lebensmittelindustrie als Starterkultur zur Herstellung verschiedener Käsesorten, saurer Butterprodukte und fermentierter Milch.

## Morphologie und Physiologie
Lactobacillus helveticus ist ein grampositives und stäbchenförmiges Bakterium, das keine Sporen bildet. Es ist nicht pathogen und hat GRAS-Status (generally recognized as safe), gilt also im Allgemeinen als unbedenklich und sicher für den Menschen. Hinsichtlich seiner physiologischen und biochemischen Eigenschaften ist es thermotolerant („hitze tolerierend“ es zeigt noch Wachtum bei über 40 °C.), homofermentativ milchsäurebildend, oxidase- und katalase-negativ, acidophil sowie mikroaerophil. Die wichtigsten von Lactobacillus helveticus durch Glykolyse fermentierten Kohlenhydrate sind Lactose und Galactose. Das Temperaturoptimum liegt zwischen 35 und 45 Grad Celsius.

## Bedeutung
Lactobacillus helveticus ist der Hauptbestandteil von Starterkulturen zur Herstellung verschiedener Käsesorten insbesondere im italienischen und schweizerischen Raum, wie beispielsweise Emmentaler, Grana Padano, Parmesan, Mozzarella und Provolone. Neben der Milchsäurebildung spielen für die Käseproduktion auch einige Peptidasen und Esterasen aus dem Zytoplasma der Bakterienzellen eine Rolle, da sie die Käsereifung bewirken.
Darüber hinaus wird Lactobacillus helveticus auch zur Herstellung von bestimmten sauren Butterprodukten und von fermentierten Milchgetränken verwendet. So ist Lactobacillus helveticus die dominierende Milchsäurebakterienart in der Mikroflora, die zur Gewinnung von Kefir genutzt wird. Die auf der Basis von Milchfermentation hergestellten Evolus-Produkte der finnischen Molkerei Valio werden aufgrund einer angeblichen leicht blutdrucksenkenden Wirkung als funktionelle Lebensmittel (functional food) vermarktet.

## Einsatz als Probiotikum
Lactobacillus helveticus wurde in Hinsicht einer probiotischen Wirkung untersucht.
Probiotische Tabletten, die L. helveticus zusammen mit Bifidobacterium longum enthalten, zeigten Wirkung bei Depressionen. Andere Untersuchungen wiesen darauf hin, dass L. helveticus die Kognition verbessern kann, indem er die Aktivität des zentralen Nervensystems zusätzlich zur HPA-Achse beeinflusst. Auch depressionsähnliche Symptome die mit Modulation der BDNF-Expression und Serotonin-Spiegel zusammenhängen, werden verringert.